# Liste der Gestalten der griechischen Mythologie/W
Die Liste der Gestalten der griechischen Mythologie enthält alle durch literarische oder inschriftliche Zeugnisse namentlich bekannten Gestalten. Dazu zählen etwa Götter, Halbgötter, Mischwesen oder Ungeheuer, wie auch im Mythos erscheinende menschliche Figuren oder Tiere. Ebenfalls aufgenommen werden Beinamen, alternative Namen und Gruppennamen.

## Legende
- Name: Deutsche Umschrift des Namens ohne Akzente oder Längenzeichen. Namen, deren traditionellen Umschriften mit Umlaut gebildet werden oder mit einem U beginnen, werden hier ohne Umlaut und mit der Umschrift Ou aufgeführt. So ist z. B. Ödipus unter Oidipus oder Uranos unter Ouranos zu finden.
- griechisch: Altgriechische Schreibung des Namens.
- Beschreibung: Enthält eine knappe Beschreibung der Gestalt, in der sie soweit möglich eingeordnet wird (Gott, Nymphe, Satyr, Sohn oder Tochter von…).
- Nachweise: Die ausführlichen Nachweise stehen im jeweiligen Artikel und nicht in dieser Liste.

Siehe auch die allgemeinen Hinweise zur Liste der Gestalten der griechischen Mythologie.

## Liste
| Name      | griechisch | Beschreibung                 | Nachweise |
| --------- | ---------- | ---------------------------- | --------- |
| Welchanos | Ϝελχανός   | Epitheton des Zeus auf Kreta |           |